# Astrupia gazensis
Astrupia gazensis är en insektsart som beskrevs av Otte, D. 1987. Astrupia gazensis ingår i släktet Astrupia och familjen syrsor. Inga underarter finns listade i Catalogue of Life.